# The Red in the Sky Is Ours
The Red in the Sky is Ours è il primo album della band svedese melodic death metal At the Gates ed è stato pubblicato nel 1992. È stato ripubblicato nel 1993 con With Fear I Kiss the Burning Darkness e poi nel 2003 con alcune tracce bonus.

## Tracce
1. The Red in the Sky Is Ours/The Season to Come – 4:41
2. Kingdom Gone – 4:40
3. Through Gardens of Grief – 4:02
4. Within – 6:54
5. Windows – 3:53
6. Claws of Laughter Dead – 4:02
7. Neverwhere – 5:41
8. The Scar – 2:00
9. Night Comes, Blood-Black – 5:16
10. City of Screaming Statues – 4:37

Tracce bonus nella ripubblicazione del 2003:
1. All Life Ends (Live)
2. Kingdom Gone (Live)
3. Ever-Opening Flower (Demo)

## Formazione
- Anders Björler - chitarra
- Jonas Björler - basso
- Adrian Erlandsson - batteria
- Alf Svensson - chitarra
- Tomas Lindberg - voce
- Gesper Jarold - violino